# Circ Cric
El Circ Cric és una companyia de circ fundada l'any 1981 per Jaume Mateu, més conegut amb el nom de Tortell Poltrona.

## Primera etapa
Va començar les seves activitats en el món del circ instal·lant una carpa al Parc de l'Escorxador de Barcelona. La iniciativa fou molt ben rebuda per part d'alguns artistes com Joan Miró, Joan Brossa o Charlie Rivel, els quals expressaren el seu suport, però la companyia va acabar dissolent-se l'any 1983 a causa de dificultats econòmiques.

## Segona etapa
Després que Poltrona fundés el mateix any Pallassos Sense Fronteres, amb Montserrat Trías Titat Craconi van fundar el CRAC, el Centre de Recerca de les Arts del Circ, un espai fix Sant Esteve de Palautordera (Vallès Oriental), amb el qual assessoren nous artistes i produeixen obres pròpies.
Es refunda el Circ Cric en 2002 amb el suport de l'Institut Català de les Indústries Culturals de la Generalitat com a circ itinerant, que s'estableix demanera estable en Sant Esteve de Palautordera per les dificultats burocràtiques i la competència que suposa l'espectacle ititnerant. L'any 2005 el Circ Cric fou guardonat, en la seva primera edició, amb el Premi Nacional de Circ concedit per la Generalitat de Catalunya.